# Бранислав Михајловић
Бранислав Михајловић (Сурдулица, 19. мај 1936) српски је писац. Основну школу и гимназију је завршио у свом родном месту.. Члан је Удружења књижевника Србије, и једини живи Сурдуличанин који је лауреат Повеље заслужног грађанина Сурдулице.

## Биографија
Студирао је и дипломирао у Београду на групи за историју југословенске књижевности на Филозофском факултету. Радни век је провео у свом родном месту као професор и вишегодишњи директор средње техничке школе „Никола Тесла".

## Књижевни рад
У књижевности се јавио 2000. године, запаженом литерарно-научно монографијом о једној значајној области у српској етничкој групи у југоисточном делу Србије. „Власина и Власинци“, коју је књижевна критика оценила као књигу, документ о једном прошлом и помереном времену. Дело је посвећено стогодишњици рођења најзнаменитијег Власинца, академика Ђорђа Лазаревића. Књижевна заједница „Борислав Станковић“ у Врању објавила је 2001. године његов први роман-хронику „Загрљај паланачке чаршије“.
Нови роман Бранислава Михајловића из 2002. године „Теферич под Врдеником“ са претходне две књиге, заокружује најављену литерарну трилогију.
Данас са својом породицом живи у Сурдулици.